# Det var en gång – tidernas äventyr
Det var en gång – tidernas äventyr (franska Il était une fois... l'homme) är en fransk animerad TV-serie från 1978, som handlar om jorden och människans historia. Serien är den första delserien i den populära franska serien Det var en gång skapad av Albert Barillé och animationsstudion Procidis.
Serien följer mänsklighetens historia, från jordens skapelse till nutiden och in i framtiden.

## Persongalleri
Mäster - Maestro (Roger Carel) Den vise mannen som känns igen för sitt vita och yviga skägg och hår som når ner till fötterna och täcker hela kroppen med undantag för ansiktsuttrycken, armarna och fötterna samt öronen. Mästers roll i serien är vanligtvis hövding, äldste, uppfinnare, präst eller rådgivare till kungar och främst är han mentor till barnen. Mäster brukar förvara olika föremål i sitt skägg som kommer väl till pass beroende på situationen.
Sten - Pierre (Roger Carel) Seriens huvudperson med brunt hår som alltid porträtteras som en vänlig och omtänksam person. Han är vanligtvis gift med Pierrette och är bästa vän med Storstark.
Storstark - Le Gros (Yves Barsacq) Stens bästa vän som har rött lockigt hår, något klantig, impulsiv och mycket stark ung man som gärna löser problemen med nävarna i motsats till Sten.
Snäcka - Pierrette (Annie Balestra) En godhjärtad blond kvinna som vanligtvis är gift med Sten.
Ruskendrul - Le Teigneux (Claude Bertrand) Seriens antagonist som är mycket stark och aggressiv, han brukar alliera sig med Le Nabot. Han brukar vanligtvis försöka göra livet surt för Sten och Storstark eller argumentera emot dem.
Lilla Ondskefull - Le Nabot (Patrick Préjean) Kortväxt man med rött hår som är minst lika skurkaktig som Ruskendrul men betydligt mer strategisk och intelligent, han är den enda som håller med sin vapenbroder.

## Om serien

### Musik
Valda delar av "Toccata and Fugue in D minor"/"Toccata och fuga i d-moll" av Johann Sebastian Bach.

## Avsnitt
1. Jorden blir till
2. Neanderthalaren
3. Cro-magnon-människan
4. De bördiga dalarna
5. De första imperierna
6. Perikles århundrade
7. Romerska freden
8. Islams erövringar
9. Karolingerna
10. Vikingarna
11. Katedralbyggarna
12. Marco Polos resor
13. Hundraårskriget
14. Renässansens Italien
15. Den spanska stormaktstiden
16. Elisabeths England
17. Nederländernas blomstringstid
18. Frankrikes solkung
19. Rysslands Peter den store
20. Upplysningstiden
21. Amerika
22. Franska revolutionen
23. Folket vaknar
24. De sorglösa åren kring sekelskiftet
25. Det glada tjugotalet
26. Jorden[2]

## Svensk dubbning
Programmet hade svensk premiär den 6 september 1978 och sändes i två omgångar. För svenska tittare märks att den andra omgången har Sveriges Radios logotyp i vinjetten, till skillnad från den första, samt att det finns två berättarröster i den första säsongen, medan den andra bara har en.

### Säsong 1
- Carl Billquist - Ruskendrul
- Per Olof Eriksson - Mäster
- Peter Harryson - Sten
- Anneli Martini - Snäcka
- Jan Nygren - Stor-Stark och berättare
- Ragna Nyblom - berättarröst och svensk bearbetning

### Säsong 2
- Carl Billquist - Röst
- Jan Nygren - Röst och berättare
- Per Olof Eriksson - Röst
- Peter Harryson - Röst
- Anneli Martini - Röst

- Leif Hedenberg - Svensk bearbetning

Omdubbning till VHS
Avsnitt 1-12, regi och översättning av Tomas Bolme
- Tomas Bolme - Berättarröst, Storstark och Lillstark
- Peter Dalle - Sten, Lillsten och Nabot
- Anita Wall - Pierette och Lilla Pierette
- Åke Lindström - Teigneux och Mäster
- Övriga röster - Stig Engström m.fl.

Avsnitt 13-24, regi och översättning av Gunnar Ernblad
- Gunnar Ernblad - Berättarröst och Mäster
- Staffan Hallerstam - Sten Lillsten, Nabot och övriga bifigurer
- Peter Harryson - Storstark, Lillstark och Teigneux
- Beatrice Järås - Pierette och Lilla Pierette
- Övriga röster - Tomas Bolme, Tommy Nilsson och Hans Ernback m.fl.